# Jacques-Nicolas Gobert
Jacques-Nicolas Gobert (1 de junio de 1760 – 17 de julio de 1808) fue un general francés muerto en acción durante la Batalla de Bailén, enfrentamiento decisivo en la Guerra de la Independencia Española, y la primera derrota en batalla campal de la historia del Grande Armée.
Gobert era amigo del general Dupont, habiendo servido bajo sus órdenes en la Toscana, y durante su estancia en España había solicitado el traslado de su división desde el cuerpo de ejército del general Moncey al de Dupont. Gobert salió de Madrid el 2 de julio, al mando de una división, para reunirse con  Dupont en Jaén. Tras derrotar a los insurgentes que le habían atacado en Sierra Morena, Gobert y el general Lefranc cruzaron por la Puerta del Rey, en el desfiladero de Despeñaperros, dejando allí un batallón para asegurar el paso del puerto, llegando a Bailén con solo una brigada, al haber tenido que dejar más destacamentos por el camino para asegurar la ruta a Madrid.
Durante la batalla de Bailén, tras incorporarse a la tropa del general Ligier-Belair en el camino entre Bailén y Mengíbar, Gobert fue alcanzado por una bala en la cabeza, falleciendo en Guarromán durante la noche del 16 al 17 de julio. 